# ヴァチカンのエクソシスト
『ヴァチカンのエクソシスト』（The Pope's Exorcist）は、2023年のアメリカ合衆国の超自然的ホラー映画。ジュリアス・エイヴァリーが監督を務め、ラッセル・クロウ、ダニエル・ゾヴァット、アレックス・エッソー、フランコ・ネロが出演している。
カトリック教会の総本山ヴァチカンの教皇に仕え、生涯で数万回の悪魔払いを行った実在のエクソシストであるガブリエーレ・アモルトが人間に取りついた邪悪な悪魔との壮絶な戦いを記した回顧録『エクソシストは語る』の映画化作品。

## ストーリー
1987年。教皇直属のチーフ・エクソシスト、ガブリエーレ・アモルト神父はイタリアの村を訪れ、地元の司祭と共に悪魔祓いを行い、憑りつかれた村人を解放する。しかし、教会の許可を得ずに悪魔祓いをしたことが問題視され、帰還後に呼び出しを受けてしまう。アモルトは悪魔祓いに懐疑的なサリバン枢機卿から糾弾されるが、アモルトは「精神を病んだ村人に対して心理療法を行っただけ」と反論する。ルムンバ司教の擁護があったものの、話を聞き入れない枢機卿たちに嫌気が差したアモルトは、その場を立ち去る。
科学技術や医療の発達により、教会の中でも悪魔祓いの必要性を疑問視する声が上がるようになっていた。しかしアモルトは悪魔憑きの殆んどが何らかの精神疾患である事を認めつつ、その中に紛れ込んだ本物の悪魔を探し出す事を信条に活動を続けており、そんな彼を教皇も信頼していた。
教皇は次の仕事として悪魔に憑りつかれた少年ヘンリーを救うため、スペインに向かうようアモルトに指示する。
ヘンリーは過去に遭遇した事故で父を失い、そのトラウマで言葉を話せなくなった少年で、姉エイミーと共に母ジュリアに連れられスペインの田舎にある修道院を訪れていた。ジュリアは相続した修道院を売却するための修復作業を監督していたが、作業員たちは地下で発生したガス爆発をきっかけに作業を拒否して工事が中断し、同時にヘンリーの身に超常現象が発生する。ジュリアは息子を病院に連れて行くが、検査をしてもヘンリーの身体に異常は発見されなかった。修道院に戻ったヘンリーは「司祭を連れてこい」と要求し、地元のトマース・エスキベル神父が対応するが、ヘンリーは彼を嘲笑い、追い返してしまう。
修道院に到着したアモルトはエスキベルを助手にしてヘンリーと対峙するが、エクソシストの訓練を受けていないエスキベルはヘンリーに翻弄されてしまう。アモルトは悪魔祓いを行うに際し、ジュリアに信仰の大切さを説き、ヘンリーのために祈りを捧げるように促す。しかし、悪魔の強力な力を前にして、アモルトの悪魔祓いは難航する。ローマでは教皇がヘンリーの一件について調査を進め、取り憑いた悪魔の正体を突き止めるが、驚愕のあまり発作を起こして病院に搬送される。一方、アモルトは悪魔の正体を探る中で、修道院の井戸にヴァチカンによる封印が施されていることに気付き、そこからスペイン異端審問を始めたエクソシストが悪魔に憑りつかれ、カトリック教会に潜入して悪事を働いていた事や、教会と結託した近世スペイン帝国の領土拡大には全世界に散らばって封印された仲間の悪魔たちを解放する目的があった事を知る。アモルトとエスキベルは地下室の壁を崩して、その先にあった教会の地下施設に辿り着き、悪魔の正体が色欲を司るアスモデウスであることを突き止める。
アモルトとエスキベルは悪魔祓いに取りかかる前に、アスモデウスに付け入られる隙を与えないため告解し、互いの罪を赦し合う。アモルトはパルチザンとして第二次世界大戦を生き延び、カトリック教会の神父になった後、精神を病んだ女性から助けを求められるが、彼女の自殺を阻止できなかったことを告白する。一方、エスキベルは未婚の女性と肉体関係を持ちながら結婚しなかったことを告白する。告解を終えたアモルトはエスキベルに不思議のメダイを渡して悪魔祓いを始めるが、アスモデウスは2人に助けられなかった女性の幻影を見せて翻弄する。二人は激闘の末にヘンリーからアスモデウスを引き剥がす事に成功し、エスキベルは一家を修道院から逃がすが、アモルトは悪魔に身体を奪われる。アモルトの身体を乗っ取ったことでアスモデウスの影響力はヴァチカンにも及び、サリバンは大悪魔の力を目の当たりにして意識を失う。
エスキベルは地下施設に向かったアスモデウスを追い、その最深部で再び対決する。エスキベルが祈りを捧げると、アスモデウスはアモルトから離れ、女性の姿に変身して2人を襲う。告解を経てトラウマを乗り越えた2人は惑わされることなく祈りを捧げ続け、アスモデウスを祓うことに成功する。
アスモデウスが封印されたことでヘンリーと教皇の体調は回復する。アモルトがエスキベルを連れてヴァチカンに戻ると、サリバンが休養のためヴァチカンを離れ、ルムンバが後任となっていた。2人はルムンバに連れられてヴァチカンの地下にある資料室に入り、アモルトが修道院から持ち帰った地図から、世界各地の199体の悪魔の封印場所が判明したこと、それらの土地に赴いて悪魔祓いを行うように指示される。ルムンバの指示を受けたアモルトは、エスキベルに「一緒に地獄に行くことになりそうだ」と語りかける。

## キャスト
※括弧内は日本語吹替。
- ガブリエーレ・アモルト神父（英語版）：ラッセル・クロウ[9]（楠大典）
- トマース・エスキベル神父：ダニエル・ゾヴァット[9]（田部圭祐）
- ジュリア・バスケス：アレックス・エッソー（英語版）[9]（渡辺明乃）
- 教皇：フランコ・ネロ[9]（平林剛）
- ヘンリー：ピーター・デソウザ＝フェイオニー[9]（神戸光歩）
- エイミー：ローレル・マースデン[9]（渡谷美帆）
- アスモデウスの声：ラルフ・アイネソン[10]（前田雄）
- ルムンバ司教：コーネル・ジョン（英語版）[11]
- サリバン枢機卿：ライアン・オグレイディ
- ロザリア：ビアンカ・バードー（南澤まお）
- アデラ：キャリー・マンロー
- 日本語吹替版その他：吉富英治、竜門睦月、山橋正臣、佐々木薫、野首南帆子、奥田寛章、山口恵、渡辺明佳、岡部悟、葉山那奈、松原知也
- 日本語吹替版制作スタッフ 演出：岩田敦彦、翻訳：加藤真由美、調整：高木俊明、制作：東北新社

## 製作

### 企画
2020年10月、スクリーン ジェムズがガブリエーレ・アモルトの物語についての映像化権を取得し、アンヘル・ゴメスが監督を務めることが発表された。このほかにチェスター・ヘイスティングスとR・ディーン・マクレアリーが脚本、マイケル・パトリック・カチュマレク、ジェフ・カッツ、エドワード・J・シーバートがプロデューサーとして参加することも明かされた。2022年6月にジュリアス・エイヴァリーが新たに監督を務めること、ダグ・ベルグラッドがプロデューサーとして参加することが発表された。また、脚本の修正作業のためにマイケル・ペトローニ、エヴァン・スピリオトポウロス、チャック・マクレーンが参加している。

### キャスティング
2022年6月にラッセル・クロウがアモルト神父役に起用され、7月にはアレックス・エッソー、ダニエル・ゾヴァットの出演が発表された。9月にはフランコ・ネロが教皇役に起用され、さらにローレル・マースデン、コーネル・ジョン、ピーター・デソウザ＝フェイオニーの出演が発表された。このほか、悪魔アスモデウスの声はラルフ・アイネソンが担当している。

### 撮影
2022年8月から10月にかけてダブリン、リムリック、ローマで主要撮影が行われた。ダブリンではトリニティ・カレッジでも撮影が行われている。

## 公開
2023年4月7日にインドで公開され、同月14日からアメリカ合衆国で公開された。6月13日にBlu-rayとDVDが発売され、8月16日からNetflixで配信が始まった。

## 評価

### 興行収入
北米では『レンフィールド』『Mafia Mamma』『Sweetwater』『すずめの戸締まり』と同じ日に3178劇場で公開され、オープニング週末の興行収入は400万から1000万ドルを想定していた。公開初日の興行収入は350万ドル（木曜日のプレミア上映の興行収入85万ドルを含む）を記録し、オープニング週末の興行収入は920万ドルとなり、週末興行成績は『ザ・スーパーマリオブラザーズ・ムービー』に次ぐ第2位にランクインした。公開第2週の興行収入は330万ドルを記録し、興行成績は第7位にランクダウンした。北米以外の地域では1週間早く公開され、43の市場で1200万ドルの興行収入を記録した。公開第2週の興行収入は51の市場で1040万ドル、公開第3週の興行収入は53の市場で570万ドルを記録している。

### 批評
Rotten Tomatoesには99件の批評が寄せられ支持率48%、平均評価5.1/10となっており、批評家の一致した見解は「ああ、クロウよ!『ヴァチカンのエクソシスト』は大部分において、ありきたりなホーリー・ホラーに過ぎないが、そのスターの神聖な演技は何人かの観客の祈りに応えてくれるだろう」となっている。Metacriticでは19件の批評に基づき45/100の評価を与えている。
『ガーディアン』のタムリン・マギーは「多くの人たちは大抵の場合、自分の職業がハリウッドで取り上げられると得意気になり映画を誉めそやすものだが、ラッセル・クロウ主演の新作ホラー映画『ヴァチカンのエクソシスト』で取り上げられたエクソシストたちは、この映画を"不正確なスプラッター映画"と批判した」と指摘し、国際エクソシスト協会が映画について「まるで『ダ・ヴィンチ・コード』の陰謀論的な脚本は、"真の敵は悪魔か、それとも教会権力か"という許容不可能な疑念を大衆に投げつけた」と批判した事例を紹介している。一方、フォーカス・オン・ザ・ファミリーが発行するキリスト教映画批評誌『Plugged In』は映画のテーマである自己犠牲と愛の美徳を絶賛し、「何人かの人たちに霊的成長の種を蒔いたかも知れません」と批評している。
ラッセル・クロウの演技については混合的な評価が寄せられ、『ローリング・ストーン』のクリス・ヴォグナーは「クロウはアモルト神父の厳粛さに見合う堂々とした肉体美と、まばたくような魅力を私たちに見せてくれた」、『スクリーン・ラント』のケイリーナ・ピアース＝ボーエンは「低レベルな映画に出演していても、彼のスクリーンにおける存在感は否定できない」とそれぞれ絶賛しており、一方で『A・V・クラブ』など複数の批評家はクロウの不正確なイタリア語の発音を批判している。

### 受賞・ノミネート
| 映画賞                         | 授賞式        | 部門                | 対象                              | 結果       | 出典   |
| ------------------------------ | ------------- | ------------------- | --------------------------------- | ---------- | ------ |
| 第44回ゴールデンラズベリー賞   | 2024年3月9日  | 最低主演男優賞      | ラッセル・クロウ                  | ノミネート | [ 42 ] |
| 第44回ゴールデンラズベリー賞   | 2024年3月9日  | 最低助演男優賞      | フランコ・ネロ                    | ノミネート | [ 42 ] |
| 第20回アイルランド映画テレビ賞 | 2024年4月20日 | 衣装デザイン賞      | ローナ・マリー・ミューガン        | ノミネート | [ 43 ] |
| 第20回アイルランド映画テレビ賞 | 2024年4月20日 | ヘア&メイクアップ賞 | オーラ・キャロル リン・ジョンソン | 受賞       | [ 43 ] |

## 続編
2023年4月に続編が開発段階に入ったことが発表され、ラッセル・クロウが続投することも明かされた。